# Acid Queen (album Tina Turner)
Acid Queen è il secondo album in studio della cantante statunitense Tina Turner, pubblicato nel 1975.

## Tracce
Lato A
1. Under My Thumb – 3:22 (Mick Jagger, Keith Richards)
2. Let's Spend the Night Together – 2:54 (Mick Jagger, Keith Richards)
3. Acid Queen – 3:01 (Pete Townshend)
4. I Can See for Miles – 2:53 (Pete Townshend)
5. Whole Lotta Love – 5:24 (John Bonham, Willie Dixon, John Paul Jones, Jimmy Page, Robert Plant)

Lato B
1. Baby Get It On (Ike & Tina Turner) – 5:34 (Ike Turner)
2. Bootsy Whitelaw – 5:06 (Ike Turner)
3. Pick Me Tonight – 3:13 (Ike Turner)
4. Rockin' and Rollin' – 4:02 (Ike Turner)

## Formazione
- Tina Turner – voce
- Ed Greene – batteria
- Henry Davis – basso
- Ray Parker Jr. – chitarra
- Spencer Proffer – chitarra
- Jerry Peters – tastiera
- Clarence McDonald – tastiera
- Jeffrey Marmelzat – tastiera
- Joe Clayton – conga
- Allen Lindgren – ARP String Ensemble, moog
- Jimmie Haskell – ARP String Ensemble, moog
- The Sid Sharp Strings – strumenti ad arco
- Tom Scott – sassofono elettrico, ottavino
- Plas Johnson – sassofono
- Bill Perkins – sassofono
- Lew McCreary – trombone
- Tony Terran – tromba
- Charles Finley – tromba
- Ric Wilson M.D – percussioni (traccia 5)
- Coffee Cave – percussioni (traccia 5)
- Maxine Willard – cori (eccetto traccia 6)
- Julia Tillman Waters – cori (eccetto traccia 6)
- Kim Carnes – cori (eccetto traccia 6)
- The Ikettes – cori (traccia 6)